# Nederlandse kampioenschappen schaatsen sprint 1998
De Nederlandse kampioenschappen sprint 1998 voor mannen en vrouwen vormden een schaatsevenement dat onder auspiciën van de KNSB over de sprintvierkamp (2x 500, 2x 1000 meter) werd verreden. Het vond net als in 1997 plaats op de ijsbaan Kardinge in Groningen in het weekend van 3 en 4 januari. Eerder vond de NK sprint 1976 (mannen) plaats op de onoverdekte kunstijsbaan in het stadspark van Groningen. Voor de mannen was het de 29e editie, voor de vrouwen de zestiende.
De NK sprint stond dit seizoen na de NK afstanden (18-21 december) en voor de EK (m/v) (9-11 januari), WK sprint (m/v) (24 + 25 januari), OS (7-22 februari), NK allround (m/v) (28 februari + 1 maart), WK allround (m/v) (13-15 maart) en de WK afstanden (27-29 maart) op de kalender. Daarvoor, tussendoor en tegelijkertijd vonden de wedstrijden plaats in het kader van het dertiende seizoen van de wereldbeker schaatsen.
Mannen
Er namen twintig mannen deel, waaronder twee kampioenen met samen vijf titels op zak en twaalf debutanten. De titel werd dit jaar door Jan Bos geprolongeerd, die daarmee bij zijn vierde deelname zijn derde podiumplaats behaalde, in 1996 werd hij derde. Op plaats twee behaalde Erben Wennemars bij zijn derde deelname zijn tweede podiumplaats, vorig jaar werd hij derde. Bij zijn debuut in het sprintkampioenschap eindigde allrounder Ids Postma op plaats drie. Viervoudig kampioen Gerard van Velde (1992, 1993, 1995, 1996) werd deze editie zesde. De twaalf te verdelen afstandmedailles werden door vijf rijders behaald.
Vrouwen
Er namen dertien vrouwen deel, waaronder twee kampioenen met samen drie titels op zak en twee debutanten. Bij haar vierde deelname aan de NK sprint prolongeerde Marianne Timmer de titel, het was haar ook tweede podiumplaats. Tweevoudig kampioene Annamarie Thomas (1995, 1996) eindigde net als het vorige seizoen op plaats twee, het was ook haar vierde podiumplaats. De derde positie werd ingenomen door Andrea Nuyt die bij haar vierde deelname voor de tweede maal op het erepodium plaatsnam, in 1996 werd ze ook derde. De twaalf te verdelen afstandmedailles werden door zes rijdsters behaald.
OS en WK sprint
Voor de WK deelname kwalificeerden Jan Bos, Marianne Timmer en Annamarie Thomas zich aan de hand van hun eindklassering op dit NK. Bij de mannen werden Erben Wennemars en Jakko Jan Leeuwangh, nadat Ids Postma zelf van deelname afzag, aangewezen en bij de vrouwen Andrea Nuyt en Sandra Zwolle. De aangewezen vertegenwoordigers op de beide sprintafstanden bij de Winterspelen waren Wennemars (500m), Bos, Leeuwangh, Postma (500m + 1000m) en Martin Hersman (1000m) bij de mannen en bij de vrouwen Nuyt (500m), Timmer, Marieke Wijsman, Zwolle (500m + 1000m) en Thomas (1000m).

## Afstandmedailles
Mannen
| Afstand  | 1e         | 2e              | 3e                  |
| -------- | ---------- | --------------- | ------------------- |
| 1e 500m  | Jan Bos    | Erben Wennemars | Jakko Jan Leeuwangh |
| 1e 1000m | Jan Bos    | Ids Postma      | Erben Wennemars     |
| 2e 500m  | Jan Bos    | Ids Postma      | Erben Wennemars     |
| 2e 1000m | Ids Postma | Jan Bos         | Martin Hersman      |

Vrouwen
| Afstand  | 1e               | 2e               | 3e              |
| -------- | ---------------- | ---------------- | --------------- |
| 1e 500m  | Marianne Timmer  | Andrea Nuyt      | Sandra Zwolle   |
| 1e 1000m | Marianne Timmer  | Annamarie Thomas | Marieke Wijsman |
| 2e 500m  | Marianne Timmer  | Andrea Nuyt      | Sandra Zwolle   |
| 2e 1000m | Annamarie Thomas | Marianne Timmer  | Frouke Oonk     |

## Eindklassementen

### Mannen
| Rang   | Schaatser            | Punten         | 500m             | 1000m              | 500m           | 1000m          |
| ------ | -------------------- | -------------- | ---------------- | ------------------ | -------------- | -------------- |
| Goud   | Jan Bos              | 146.700 BR, CR | 36,67 (1) BR, CR | 1.12,88 (1) BR, CR | 1.36,89 (1)    | 1.13,40 (2)    |
| Zilver | Erben Wennemars      | 147.740        | 36,81 (2)        | 1.13,73 (3)        | 1.37,14 (3)    | 1.13,85 (4)    |
| Brons  | Ids Postma           | 147.995        | 37,51 (4)        | 1.13,69 (2)        | 1.36,97 (2)    | 1.13,34 (1)    |
| 4      | Jakko Jan Leeuwangh  | 148.785        | 37,13 (3)        | 1.13,76 (4)        | 1.37,48 (4)    | 1.14,59 (6)    |
| 5      | Martin Hersman       | 149.010        | 37,63 (5)        | 1.14,08 (5)        | 1.37,48 (4)    | 1.13,72 (3)    |
| 6      | Gerard van Velde     | 151.205        | 38,04 (7)        | 1.14,33 (7)        | 1.38,08 (7)    | 1.15,84 (10)   |
| 7      | Andries Kramer       | 151.355        | 37,96 (6)        | 1.15,79 (8)        | 1.37,74 (6)    | 1.15,52 (7)    |
| 8      | Jan Nijboer          | 152.685 pr     | 38,30 (9)        | 1.15,79 (8)        | 1.38,61 (10)   | 1.15,76 (8)    |
| 9      | Arnout Coenen        | 152.915        | 38,28 (8)        | 1.16,62 (11)       | 1.38,44 (9)    | 1.15,77 (9)    |
| 10     | André Zonderland     | 153.420        | 38,44 (11)       | 1.16,74 (12)       | 1.38,40 (8)    | 1.16,42 (11)   |
| 11     | André Vreugdenhil    | 153.800        | 38,59 (13)       | 1.16,15 (10)       | 1.38,84 (13)   | 1.16,59 (12)   |
| 12     | Arjan Elferink       | 154.800 pr     | 38,43 (10)       | 1.17,52 (14)       | 1.38,82 (12)   | 1.17,58 (14)   |
| 13     | Thierry Mijsters     | 155.920 pr     | 39,07 (16)       | 1.17,95 (15)       | 1.39,26 (16)   | 1.17,23 (13)   |
| 14     | Edwin Roetman        | 156.030 pr     | 39,00 (15) pr    | 1.17,43 (13) pr    | 1.39,20 (15)   | 1.18,23 (15)   |
| 15     | Robbert Westerveld   | 156.205        | 38,46 (12)       | 1.18,66 (20)       | 1.39,00 (14)   | 1.18,83 (19)   |
| 16     | Niels Arnold         | 157.590        | 39,45 (19)       | 1.18,47 (18)       | 1.39,65 (18)   | 1.18,51 (17)   |
| 17     | Marco Heesink        | 157.710 pr     | 39,41 (18)       | 1.18,62 (19)       | 1.39,60 (17)   | 1.18,78 (18)   |
| 18     | Hans Klein-Hesselink | 158.270        | 39,92 (20)       | 1.18,29 (17)       | 1.39,99 (19)   | 1.18,43 (16)   |
| 19     | Richard de Jong      | 174.790        | 39,08 (17)       | 1.18,16 (16)       | 1.38,68 (11)   | 1.55,90 (20) * |
| 20     | Jeroen Straathof     | 187.030        | 38,83 (14)       | 1.14,24 (6)        | 1.13,94 (20) * | 1.14,28 (5)    |

BR = baanrecord
CR = kampioenschapsrecord
pr = persoonlijk record
* = met val

### Vrouwen
| Rang   | Schaatsster             | Punten         | 500m               | 1000m              | 500m       | 1000m        |
| ------ | ----------------------- | -------------- | ------------------ | ------------------ | ---------- | ------------ |
| Goud   | Marianne Timmer         | 162.435 BR, CR | 1.40,53 (1) BR, CR | 1.20,96 (1) BR, CR | 40,73 (1)  | 1.21,39 (2)  |
| Zilver | Annamarie Thomas        | 164.070        | 1.41,25 (4)        | 1.21,45 (2)        | 41,47 (4)  | 1.21,25 (1)  |
| Brons  | Andrea Nuyt             | 165.145        | 1.41,09 (2)        | 1.23,19 (4)        | 40,91 (2)  | 1.23,10 (6)  |
| 4      | Sandra Zwolle           | 165.685        | 1.41,17 (3)        | 1.24,12 (6)        | 41,28 (3)  | 1.22,35 (4)  |
| 5      | Frouke Oonk             | 165.765        | 1.41,57 (5)        | 1.23,20 (5)        | 41,63 (5)  | 1.21,93 (3)  |
| 6      | Léontine van Meggelen   | 170.450        | 1.42,57 (7)        | 1.25,35 (8)        | 42,71 (8)  | 1.24,99 (7)  |
| 7      | Yvonne Leever           | 171.690        | 1.42,48 (6)        | 1.27,29 (11)       | 42,54 (7)  | 1.26,05 (9)  |
| 8      | Judith Straathof        | 172.105        | 1.43,00 (10)       | 1.25,32 (7)        | 43,52 (12) | 1.25,85 (8)  |
| 9      | Anja Bollaart           | 172.225        | 1.42,65 (8)        | 1.26,91 (10)       | 42,92 (10) | 1.26,40 (10) |
| 10     | Elke Zijlstra           | 172.545 pr     | 1.42,98 (9)        | 1.26,74 (9)        | 42,85 (9)  | 1.26,69 (11) |
| 11     | Kaśka Rogulska          | 174.495        | 1.43,65 (12)       | 1.27,85 (12)       | 43,38 (11) | 1.27,08 (12) |
| 12     | Reino Bouwhuis-Meuleman | 175.825        | 1.43,39 (11)       | 1.29,05 (13)       | 43,65 (13) | 1.28,52 (13) |
| 13     | Marieke Wijsman         | 200.080        | 1.15,00 (13) *     | 1.22,81 (3)        | 42,29 (6)  | 1.22,77 (5)  |
|        | Tijn Ponjee             |                | DNS                |                    |            |              |

BR = baanrecord
CR = kampioenschapsrecord
pr = persoonlijk record
* = met val